# جمعية الصليب الأحمر السنغالية
جمعية الصليب الأحمر السنغالي (بالفرنسية: La Croix-rouge Sénégalaise)‏ ، هي جمعية طبية إنسانية في السنغال ، تقع مقرها الرئيسي في العاصمة السنغالية داكار ، أسست سنة 1962م.

## وصلات خارجية
- Senegal Red Cross Profile
- Official Website of the Senegalese Red Cross Society